# Modena Volley
Modena Volley är en herrvolleybollklubb från Modena, Italien grundad 1966.
Klubben har vunnit italienska mästerskapet 12 gånger, italienska cupen 12 gånger, europacupen fyra gånger (1989-1990, 1995-1996, 1996-1997 och 1997-1998), cupvinnarecupen tre gånger (1979-1980, 1985-1986 och 1994-1995) och CEV Challenge Cup fem gånger (1982-1983, 1983-1984, 1984-1985, 2003-2004 och 2007-2008; turneringen kallades tidigare CEV Cup).